# Salavan
Salavan is een klein stadje in Laos van zo'n 6000 inwoners, gelegen aan de Se Done rivier. Het is de hoofdplaats van de provincie Salavan.
Salavan is opnieuw opgebouwd na volledige verwoesting tijdens de Indochina oorlog in 1969-1970. De stad wordt met name door overheidspersoneel bewoond, er is geen industrie van betekenis. Rijksweg 20 verbindt Salavan met Pakse in Champassak.